# Agnara immsi
Agnara immsi är en kräftdjursart som först beskrevs av Walter E. Collinge 1914.  Agnara immsi ingår i släktet Agnara och familjen Agnaridae. Inga underarter finns listade i Catalogue of Life.